# Río Guechepsin
El río Guechepsin (del ruso: Гечепсин) es un río del raión de Krymsk del krai de Krasnodar, en el sur de Rusia, afluente por la izquierda del río Adagum, de la cuenca del Kubán.

## Curso
Nace en las vertientes septentrionales del extremo de poniente del Cáucaso Occidental, 4 km al sur de Novokrymski. Tiene 23 km de longitud y una cuenca de 91.5 km². Discurre en dirección predominantemente nordeste y a su paso cruza las siguientes localidades: Moldavanskoye, Svoboda, Vinogradni y Ekonomicheskoye. Desemboca en el Adagum a la altura de Oljovski.